# Kamikyokutachi
Kamikyokutachi (jap. 神曲たち) – druga kompilacja japońskiego zespołu AKB48, wydana w Japonii 7 kwietnia 2010 roku przez You! Be Cool.
Album został wydany w dwóch edycjach: regularnej (CD+DVD) oraz „teatralnej” (2CD). Album osiągnął 1 pozycję w rankingu Oricon i pozostał na liście przez 126 tygodni, sprzedał się w nakładzie 565 117 egzemplarzy. Zdobył status podwójnej platynowej płyty.

## Lista utworów
Wszystkie utwory zostały napisane przez Yasushiego Akimoto.
| CD  |                                                             |                                                             |                                                             |      |
| Nr  | Tytuł                                                       | Kompozycja                                                  | Aranżacja                                                   | Czas |
| 1.  | „RIVER”                                                     | Yoshimasa Inoue                                             | Yoshimasa Inoue                                             | 4:43 |
| 2.  | „Baby! Baby! Baby! Baby!”                                   | Hiroshi Uesugi                                              | Chokkaku                                                    | 4:01 |
| 3.  | „Ōgoe Diamond” (jap. 大声ダイヤモンド)                      | Yoshimasa Inoue                                             | Yoshimasa Inoue                                             | 4:08 |
| 4.  | „Kimi no koto ga suki dakara” (jap. 君のことが好きだから)   | Tetsurō Oda                                                 | Yūichi "Masa" Nonaka                                        | 4:09 |
| 5.  | „Shonichi” (jap. 初日)                                      | Mio Okada                                                   | Yūichi Ichikawa                                             | 3:50 |
| 6.  | „10nen zakura” (jap. 10年桜)                                | Yoshimasa Inoue                                             | Yoshimasa Inoue                                             | 4:15 |
| 7.  | „Tobenai agehachō” (jap. 飛べないアゲハチョウ)              | Yoshimasa Inoue                                             | Yoshimasa Inoue                                             | 3:42 |
| 8.  | „Namida Surprise!” (jap. 涙サプライズ！)                    | Yoshimasa Inoue                                             | Yoshimasa Inoue                                             | 4:42 |
| 9.  | „Choose me!”                                                | Yusuke Yamamoto                                             | Yūichi Ichikawa                                             | 4:02 |
| 10. | „Enkyori Poster” (jap. 遠距離ポスター) (Theater Girls ver.) | Kōta Ogawa                                                  | Yūichi "Masa" Nonaka                                        | 3:18 |
| 11. | „Iiwake Maybe” (jap. 言い訳Maybe)                           | Shunryū                                                     | Yūichi "Masa" Nonaka                                        | 4:10 |
| 12. | „Hikōkigumo” (jap. ひこうき雲) (Theater Girls ver.)         | Hideki Naruse                                               | Yūichi "Masa" Nonaka                                        | 4:01 |
| 13. | „Majisuka Rock 'n' Roll” (jap. マジスカロックンロール)      | Candy&Megane                                                | Yūichi "Masa" Nonaka                                        | 3:41 |
| 14. | „Sakura no shiori” (jap. 桜の栞)                            | Hiroshi Uesugi                                              | Kenichi Mitsuda                                             | 4:01 |
| 16. | „Jibun rashisa” (jap. 自分らしさ)                           | Motoi Okuda                                                 | Seiji Mutō                                                  | 5:02 |
| 17. | „Kimi to niji to taiyō to” (jap. 君と虹と太陽と)            | Shunryū                                                     | Yūichi "Masa" Nonaka                                        | 3:38 |
| DVD |                                                             |                                                             |                                                             |      |
| Nr  | Tytuł                                                       | Tytuł                                                       | Tytuł                                                       | Czas |
| 1.  | „Ōgoe Diamond” (jap. 大声ダイヤモンド) (choreography video) | „Ōgoe Diamond” (jap. 大声ダイヤモンド) (choreography video) | „Ōgoe Diamond” (jap. 大声ダイヤモンド) (choreography video) |      |
| 2.  | „Iiwake Maybe” (jap. 言い訳Maybe) (choreography video)      | „Iiwake Maybe” (jap. 言い訳Maybe) (choreography video)      | „Iiwake Maybe” (jap. 言い訳Maybe) (choreography video)      |      |
| 3.  | „RIVER” (choreography video)                                | „RIVER” (choreography video)                                | „RIVER” (choreography video)                                |      |